# Börnichen (Lübben (Spreewald))

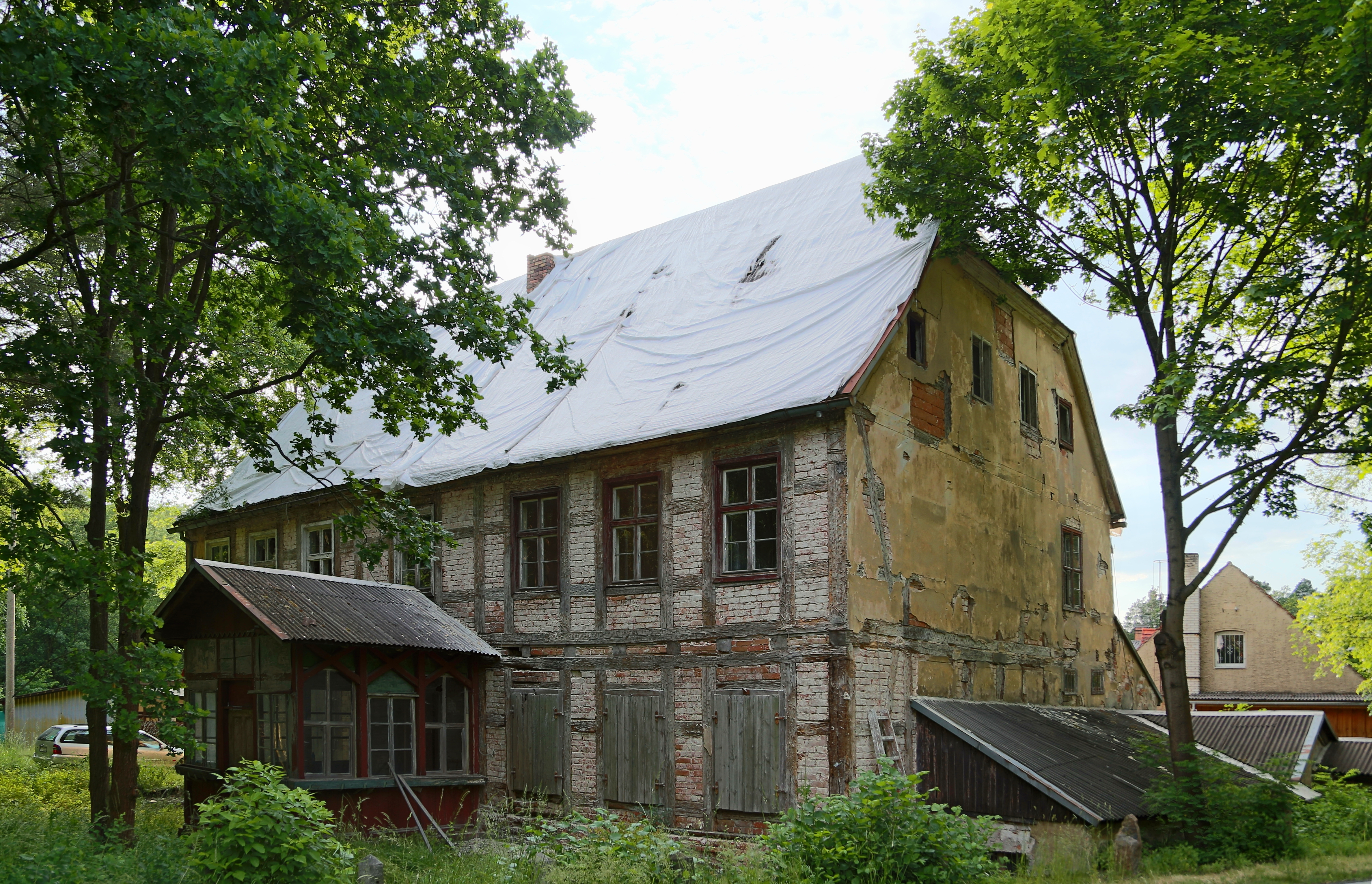
Alte Försterei

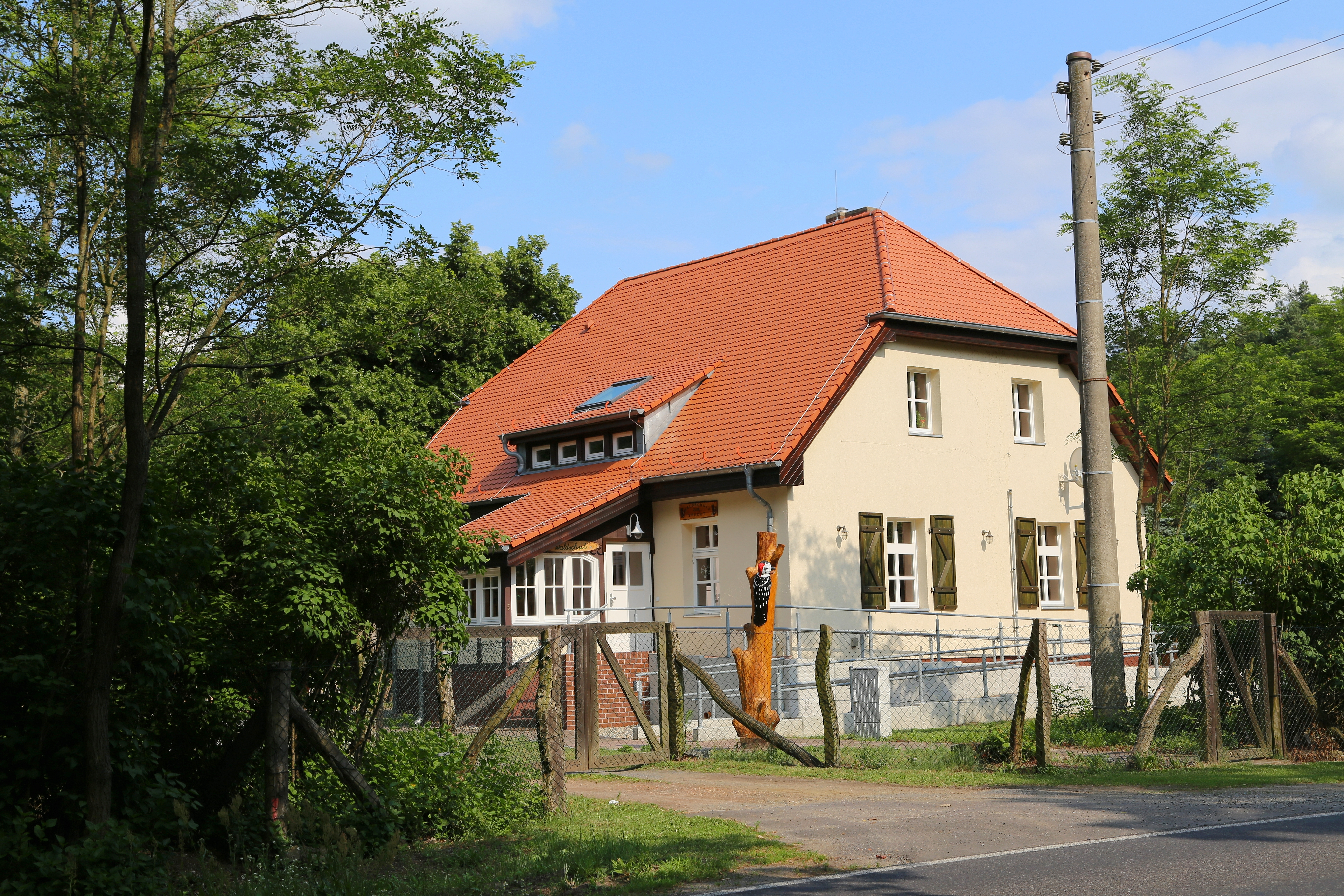
Revierförsterei Briesensee

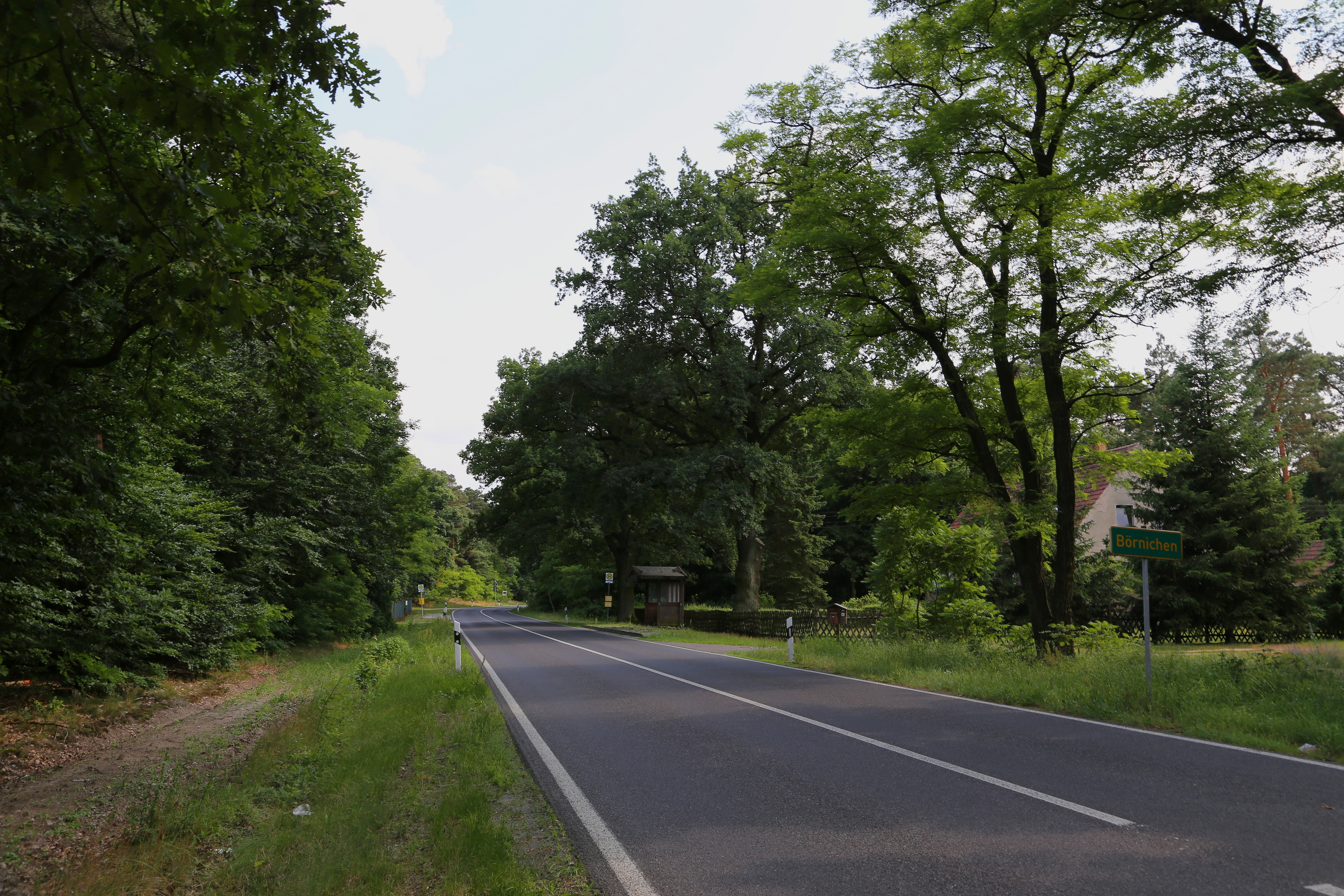
Blick auf Börnichen

Börnichen, niedersorbisch Bórnice, ist ein bewohnter Gemeindeteil der Stadt Lübben (Spreewald) im Landkreis Dahme-Spreewald in Brandenburg. Der Ort zählt zum amtlichen Siedlungsgebiet der Sorben/Wenden. Bis 1928 war Börnichen ein Gutsbezirk mit dem amtlichen Namen Börnichen (Unterspreewald).

## Lage
Börnichen liegt in der Niederlausitz, etwa vier Kilometer nordöstlich des Stadtzentrums der Stadt Lübben. Umliegende Ortschaften sind die zur Gemeinde Märkische Heide gehörenden Ortsteile Dürrenhofe im Norden, Krugau und Biebersdorf im Nordosten, der Neu Zaucher Ortsteil Briesensee im Osten, Radensdorf im Südosten, die Stadt Lübben im Südwesten, Hartmannsdorf im Westen sowie die Gemeinde Schlepzig im Nordwesten.
Börnichen liegt an der Landesstraße L 42, die den Ort mit Lübben und Schlepzig verbindet. Einen Kilometer südlich verläuft die Bundesstraße 87. Börnichen liegt in dem gleichnamigen Naturschutzgebiet Börnichen, durch das unter anderem die Spree fließt.

## Geschichte
Die Siedlung Börnichen geht aus dem „Forsthaus Börnichen“ hervor, welches 1833 als Oberförsterei des Rentamtes Lübben errichtet wurde. Die Siedlung gehörte zunächst zum Landkreis Lübben (Spreewald) im Regierungsbezirk Frankfurt im Königreich Preußen. 1844 hatte Börnichen elf Einwohner in einem Gebäude und war nach Schlepzig gepfarrt. Zum gesamten Gutsbezirk Börnichen (Unterspreewald) gehörten neben der Oberförsterei Börnichen noch die Forsthäuser Biebersdorf, Buchenhain, Ellerborn, Hartmannsdorf, Marienberg und Schlepzig. Bei der Volkszählung zum Stichtag 2. Dezember 1895 hatte der gesamte Gutsbezirk 50 Einwohner in sieben Haushalten, von diesen Einwohnern waren 26 Männer und 24 Frauen. Heute befinden sich drei Grundstücke im Ort. In Börnichen gibt es eine Waldschule.
Im Zuge der Auflösung der Gutsbezirke in Preußen im Jahr 1928 wurde die Oberförsterei Börnichen in die Stadt Lübben eingegliedert. Nach dem Ende des Zweiten Weltkrieges gehörte die Siedlung zunächst zur Sowjetischen Besatzungszone und ab 1949 zur DDR. Ab dem 25. Juli 1952 lag Börnichen im neu gegründeten Kreis Lübben im Bezirk Cottbus. Nach der Wende in der DDR lag das Dorf zunächst im Landkreis Lübben in Brandenburg. Nach der brandenburgischen Kreisreform vom 6. Dezember 1993 wurde Börnichen als Teil der Stadt Lübben dem Landkreis Dahme-Spreewald zugeordnet.

## Denkmale
Die Alte Försterei sowie ein alter Wegweiser am Ortsausgang in Richtung Schlepzig sind in der Denkmalliste des Landes Brandenburg als Baudenkmale ausgewiesen.

## Nachweise
1. ↑  Datenbank des Brandenburgischen Landesamtes für Denkmalpflege und Archäologisches Landesmuseum, abgerufen am 8. April 2018.
2. ↑  Topographisch-statistische Übersicht des Regierungsbezirks Frankfurt a. d. O. 1844, S. 166 (bsb-muenchen.de).
3. ↑  Königliches Statistisches Bureau: Gemeindelexikon des Königreiches Preußen. Teil III: Stadtkreis Berlin und Provinz Brandenburg. Berlin 1898, S. 238f. (Online).
4. ↑  Börnichen im Geschichtlichen Ortsverzeichnis. Abgerufen am 8. April 2018.